# Седми конгрес на Македонската патриотична организация
Седмият конгрес на Македонските политически организации (МПО) се провежда от 9 септември 1928 година в Детройт, Мичиган, САЩ. Преизбрано е старото ръководство, а с тайно гласуване е прието следващата година конгресът да се проведе в Торонто. На заседанията участват 20 секции на МПО.
Против конгреса е проведено мирно шествие от местната сръбска диаспора.